# 麥花臣

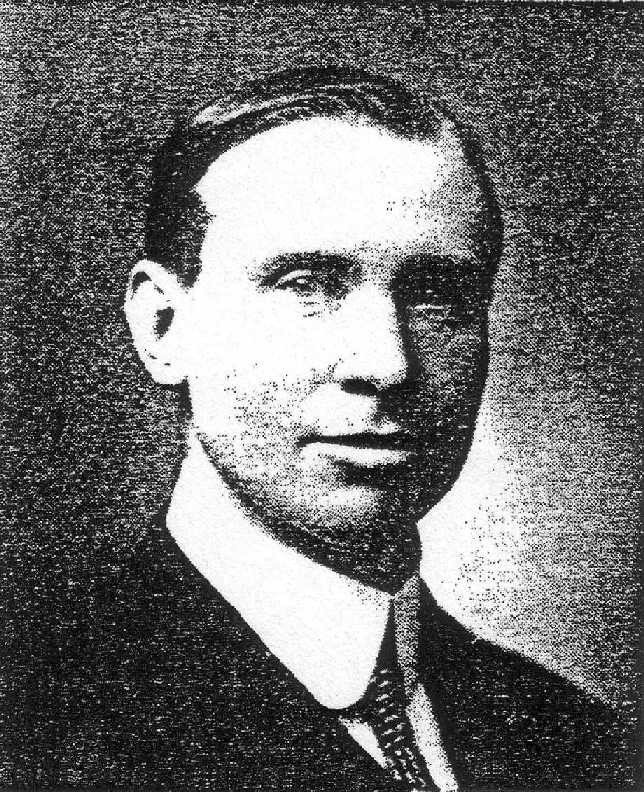
約1905至10年的麥花臣

麥花臣（英語：John Livingstone McPherson，1874年10月10日—1947年11月1日），生於加拿大安大略省福里斯特；1905年3月抵港，擔任香港基督教青年會（YMCA）西人部總幹事，到翌年12月兼任華人部總幹事。
1929年，香港政府成立「遊樂場地委員會」，委任輔政司修頓任主席，麥花臣為值理。該委員會於1933年正式成為政府全資資助的法定機構－兒童遊樂場協會；翌年協會獲政府撥地設六所遊樂場地並一併歸協會管理，其中位於九龍旺角的場地，就以名譽幹事麥花臣命名為麥花臣遊樂場及麥花臣場館。